# Uma indesejável companhia: Uma cena de rua no Cairo
Uma Indesejável Companheira: Uma Cena de Rua no Cairo, (em inglês:  The Unwelcome Companion: A Street Scene in Cairo)  é uma pintura inicial de John William Waterhouse. Concluído em 1873, foi exibido na galeria da Royal Society of British Artists.
Em 1951, P. Oldman doou para a Towneley Art Gallery; ela foi identificado erroneamente como Garota Pandeira Espanhola até que um rótulo com o nome correto foi descoberto por Anthony Hobson. Como o cenário de Uma Indesejável Companheira "é obscuro", Hobson diz que Waterhouse "Ainda não tinha adquirido essa combinação de um cenário apropriado com a pose e o gesto da figura, que dentro de alguns anos seria necessário para torná-lo um excelente ilustrador de lendas ".
Waterhouse, posteriormente retratada a mesma mulher com o mesmo vestido em seu trabalho, Menina Dançarina.